# Quinta do Lorde
Quinta do Lorde je soukromý jachtařský komplex na portugalském ostrově Madeira, který se nachází asi 4 kilometry za městečkem Caniçal na jižním pobřeží Ponta de São Lourenço. Po dálnici je odsud do Funchalu 32 kilometrů.
Nachází se zde jachtařský klub s přístavem jachet, parkoviště, plovárna s krytým bazénem, malý venkovní bazén, malý hotel s terasou. Po roce 2008 zde začala výstavba malého sídliště.